# RCDE Stadium
Het Stage Front Stadium (voor 2023 RCDE Stadium) is een voetbalstadion dat gelegen is in Cornellà de Llobregat. Het stadion biedt plaats aan 40.500 toeschouwers en is de thuishaven van RCD Espanyol.

## Historie
De oorspronkelijke naam, Estadi Cornellà-El Prat, verwijst naar de plaatsen waartussen het ligt, namelijk Cornellà en El Prat. Na het overlijden van aanvoerder Daniel Jarque op 8 augustus 2009 hebben fans er op aangedrongen het stadion naar Jarque te vernoemen. De directie van de club stond hier welwillend tegenover. Desalniettemin werd er in 2014 een sponsor gevonden voor de naam van het stadion, en stond het bekend als Power8 Stadium. In 2016 kreeg het stadion haar huidige naam, naar de volledige naam van de club Reial Club Deportiu Espanyol.
Het stadion werd op 2 augustus 2009 geopend met een vriendschappelijke wedstrijd tussen RCD Espanyol en het Engelse Liverpool FC. De wedstrijd werd met 3-0 gewonnen door Espanyol, Luis Garcia scoorde het eerste doelpunt, Ben Sahar de andere twee.
In juni 2023 bereikten Espanyol en het Amerikaanse ticket-technologiebedrijf Stage Front een sponsorovereenkomst om het Espanyol Stadion te hernoemen tot Stage Front Stadium.

## Interland
Het Spaanse nationale elftal speelde in maart 2022 een wedstrijd in het stadion. Het was voor het eerst in 18 jaar dat de nationale ploeg weer in Catalonië speelde.
| 1 | 26 maart 2022 | Spanje – Albanië | 2 – 1 | Vriendschappelijk | 35.444 |